# 湊駅 (青森県)
- 1975年ごろの当駅近隣の空中写真。新井田川を挟んだ至近距離に陸奥湊駅があった。
- 国土交通省 国土地理院 地図・空中写真閲覧サービスの空中写真を基に作成

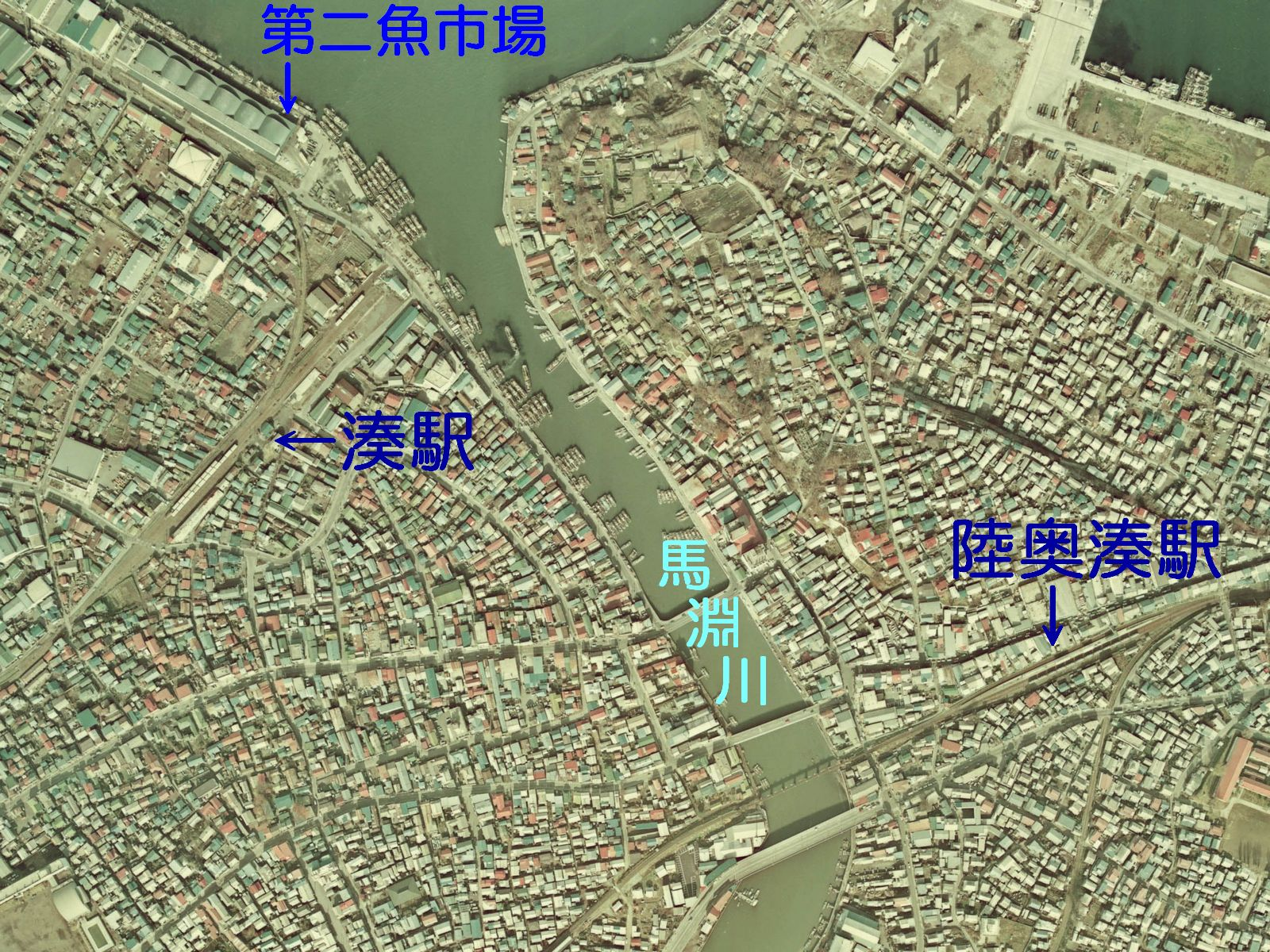
1975年ごろの当駅近隣の空中写真。新井田川を挟んだ至近距離に陸奥湊駅があった。

湊駅（みなとえき）は、かつて青森県八戸市小中野にあった日本国有鉄道（国鉄）八戸線（貨物支線）の駅（廃駅）である。

## 歴史
1894年（明治27年）10月1日に日本鉄道（支線）の駅として開業した。魚市場から出荷される水産品や、木炭などの工業資源などの輸送拠点として重要な拠点であった八戸港に隣接していた。当初は貨物列車だけではなく旅客列車（混合列車）も運行されていた。1944年（昭和19年）4月1日に旅客や小荷物の扱いは休止され、貨物駅となった。1977年に高架化も行われたが、輸送手段がトラック輸送に移行し、1985年（昭和60年）3月14日に貨物支線が廃線となると同時に廃止となった。

## 駅周辺
- 八戸漁港（小中野地区）
- 八戸市第二魚市場
- 陸奥湊駅（新井田川を挟んで至近距離にある）

## 隣の駅
日本国有鉄道
八戸線（貨物支線）
本八戸駅 - 湊駅